# Roberto Gomes
Roberto Gomes (Blumenau, 1944) é um escritor, professor, editor, jornalista e filósofo brasileiro.

## Vida
Filho do jornalista João Gomes e de Ondina Cruz, nasceu em Blumenau (SC). Viveu numa casa na beira do rio, onde na parte dianteira funcionava as oficinas do jornal que o pai editava.
Reside desde 1964 em Curitiba, Paraná, onde se graduou em Filosofia pela Pontifícia Universidade Católica do Paraná, em 1969. Após trabalhar como professor na Universidade Federal do Paraná e no jornalismo, inclusive no jornal Gazeta do Povo em Curitiba, seguiu a carreira de escritor. Publicou romances, contos, crônicas, literatura infantil, além de traduções. Sua primeira obra, Crítica da Razão Tupiniquim (1977), em décima segunda edição, questiona a filosofia no Brasil.
Entre os anos de 1989 e 1998, ele dirigiu a Editora UFPR.
Em maio de 2017, Roberto Gomes foi eleito para a Academia Paranaense de Letras, tendo tomado posse no mês seguinte, em 21 de agosto, na cadeira cujo patrono é Emílio Correia de Menezes.

## Realizações
Em 1979 obteve o Prêmio José Geraldo Vieira com o romance Alegres memórias de um cadáver. Escreveu outros romances, como Antes que o teto desabe (1981), Terceiro Tempo de Jogo (1985) e Os Dias do Demônio (1995) e Todas as casas, de 2004.
Publicou dois livros de contos, Sabrina de Trotoar e de Tacape (1981) e Exercício de Solidão (1998), e quatro  livros dirigidos ao público infanto-juvenil: (1982), Carolina do nariz vermelho (1986), Aristeu e sua aldeia (1987) e A difícil arte de ser urubu (2001). O Demolidor de Miragens, 1983, e Alma de bicho, 2000, são coletâneas de crônicas.
Sua obra foi analisada por vários estudiosos de literatura e de filosofia, tais como Guilhermino César, Wilson Martins, Marisa Lajolo, Miguel Sanches Neto, André Seffrin, Antônio Manuel dos Santos Silva, José Hildebrando Dacanal e Foed Castro Chamma.
Recebeu o prêmio Jabuti em 1982 com O menino que descobriu o sol e seu conto Sabrina de Trotoar e de Tacape foi adaptado para o cinema, no longa-metragemFlor do Desejo.
Em 2008 publicou o romance Júlia sobre a vida da poetisa Júlia da Costa e, em 2011, o romance O conhecimento de Anatol Kraft.

## Escritos

### Romances
- Alegres memórias de um cadáver (1979)
- Antes que o teto desabe (1981)
- Terceiro Tempo de Jogo (1985)
- Os Dias do Demônio (1995)
- Todas as casas (2004)
- Júlia (2008)
- O conhecimento de Anatol Kraft (2011)

### Contos
- Sabrina de Trotoar e de Tacape (1981)
- Exercício de Solidão (1998)
- A Guitarra de Jimi Hendrix (2014)

### Ensaios
- Crítica da Razão Tupiniquim (1977)

### Infantil
- Carolina do nariz vermelho (1986)
- Aristeu e sua aldeia (1987)
- A difícil arte de ser urubu (2001)

### Colectâneas de crónicas
- O Demolidor de Miragens (1983)
- Alma de bicho (2000).